# Грана (Новий Мароф)
Грана (хорв. Grana) — населений пункт у Хорватії, у Вараждинській жупанії у складі міста Новий Мароф.

## Населення
Населення за даними перепису 2011 року становило 526 осіб.
Динаміка чисельності населення поселення:

## Клімат
Середня річна температура становить 10,00 °C, середня максимальна – 23,97 °C, а середня мінімальна – -6,07 °C. Середня річна кількість опадів – 896 мм.
| Клімат поселення                              | Клімат поселення | Клімат поселення | Клімат поселення | Клімат поселення | Клімат поселення | Клімат поселення | Клімат поселення | Клімат поселення | Клімат поселення | Клімат поселення | Клімат поселення | Клімат поселення | Клімат поселення |
| Показник                                      | Січ.             | Лют.             | Бер.             | Квіт.            | Трав.            | Черв.            | Лип.             | Серп.            | Вер.             | Жовт.            | Лист.            | Груд.            |                  |
| Середній максимум, °C                         | 5,75             | 7,59             | 11,87            | 15,96            | 20,88            | 23,97            | 23,59            | 23,03            | 19,08            | 13,95            | 8,38             | 4,32             |                  |
| Середня температура, °C                       | −0,16            | 1,67             | 5,95             | 10,05            | 14,94            | 18,06            | 19,77            | 19,22            | 15,26            | 10,13            | 4,56             | 0,50             |                  |
| Середній мінімум, °C                          | −6,07            | −4,25            | 0,04             | 4,14             | 9,05             | 12,15            | 15,94            | 15,39            | 11,45            | 6,31             | 0,76             | −3,31            |                  |
| Норма опадів, мм                              | 45               | 47               | 58               | 70               | 77               | 103              | 88               | 91               | 86               | 85               | 83               | 63               |                  |
| Середньомісячна швидкість вітру, м/с          | 2.00             | 2.20             | 2.60             | 2.50             | 2.40             | 2.10             | 2.04             | 1.89             | 1.90             | 1.99             | 2.10             | 2.09             |                  |
| Середньомісячна сонячна радіація, кДж/м²·день | 4064             | 6816             | 10560            | 14868            | 18992            | 20817            | 21540            | 18797            | 13918            | 8714             | 4580             | 3268             |                  |
| --------------------------------------------- | ---------------- | ---------------- | ---------------- | ---------------- | ---------------- | ---------------- | ---------------- | ---------------- | ---------------- | ---------------- | ---------------- | ---------------- | ---------------- |
| Джерело:                                      |                  |                  |                  |                  |                  |                  |                  |                  |                  |                  |                  |                  |                  |